# Фрейтас, Аселину
Аселину Фрейтас (порт. Acelino Freitas; род. 21 сентября 1975 года, Салвадор, Баия, Бразилия) — бразильский боксёр-профессионал, выступающий в лёгкой весовой категории. Чемпион мира во 2-й полулёгкой (версия WBO, 1999—2003; версия WBA, 2002—2003) и лёгкой (версия WBO, 2004б 2006) весовой категории.

## 1995—2004
Дебютировал в июле 1995 года.
В августе 1999 года Фрейтас в 1-м раунде нокаутировал чемпиона мира во 2-й полулёгком весе по версии WBO Анатолия Александрова.
В январе 2000 года провёл защиту титула против валлийца Барри Джонса, выиграв техническим нокаутом в восьмом раунде.
В январе 2002 года в объединительном поединке Фрейтас победил чемпиона мира во 2-й полулёгком весе по версии WBA кубинца Хоэля Касамайора.
В марте 2003 года Фрейтас нокаутировал Хуана Карлоса Рамиреса.
В августе 2003 года Фрейтас нокаутировал Хорхе Родриго Барриоса.
В январе 2004 года Аселину Фрейтас победил непобеждённого чемпиона мира в лёгком весе по версии WBO Артура Григоряна.

## 2004-08-07Диего Корралес —Аселину Фрейтас
- Место проведения:  Фоксвуд Ресорт, Машантакет, Коннектикут, США
- Результат: Победа Корралеса техническим нокаутом в 10-м руанде в 12-раундовом бою
- Статус: Чемпионский бой за титул WBO во лёгком весе (1-я защита Фрейтаса)
- Рефери: Майк Ортега
- Счет судей: Том Казмарек (83-85 Фрейтас), Мельвина Латан (85-84 Корралес), Кларк Саммартино (85-83 Корралес)
- Время: 1:24
- Вес: Корралес 61,20 кг; Фрейтас 61,00 кг
- Трансляция: Showtime
- Счёт неофициальных судей: Грег Леон (76-77 Фрейтас), Франклин Макнейл (73-78 Фрейтас), Терри Прайс (76-76) — оценки после 8-го раунда

В августе 2004 года Аселину Фрейтас вышел на ринг против Диего Корралеса. Поначалу чемпион имел преимущество, однако с середины боя претендент перехватил инициативу. В середине 5-го раунде Корралес левым боковым попал в челюсть Фрейтасу. У того выпала капа. Рефери приостановил бой, и возобновил его лишь после того как капу вставили бразильцу обратно. В 8-м раунде претендент прижал чемпиона в канатам и начал бомбить. Один из левых хуков пришёлся точно в челюсть. Фрейтас упал. При падении у него выпала капа. Фрейтас сразу же поднялся. Рефери приостановил бой и предупредил Фрейтаса, сказав, что в следующий раз снимет с него очко за подобное нарушение. В конце 9-го раунда Фрейтас атаковал Корралеса. Корралес в контратаке хуком справа попал точно в челюсть бразильцу. Фрейтас вновь упал, и вновь у него выпала капа. Бразилец сразу встал. Рефери снял с него очко, сказав, что в следующий раз за подобное нарушение дисквалифицирует. В 10-м раунде Корралес зажал Фрейтаса в углу и левым хуком в голову отправил его в нокдаун. На этот раз Фрейтас держал капу во рту. Он сразу же встал, но на вопрос рефери о готовности продолжать бой произнес знаменитую фразу Роберто Дурана «no mas» (нет больше). Рефери остановил бой.

## 2004—2006
В декабре 2004 года Фрейтас победил Фернандо Дэвида Сауседо.
В июле 2005 года Фрейтас нокаутировал в 1-м раунде Фабиана Салазара.
В апреле 2006 года состоялся бой за вакантный титул чемпиона мира в лёгком весе по версии WBO между Аселину Фрейтасом и Захиром Рахимом. Раздельным решением судей победу дали Фрейтасу.
В октябре 2006 года Фрейтас объявил о завершении своей карьеры.

## 2007-04-28Аселину Фрейтас —Хуан Диас
- Место проведения:  Фоксвуд Ресорт, Машантакет, Коннектикут, США
- Результат: Победа Диаса техническим нокаутом в 8-м руанде в 12-раундовом бою
- Статус: Чемпионский бой за титул WBA во лёгком весе (6-я защита Диаса); чемпионский бой за титул WBO во лёгком весе (1-я защита Фрейтаса)
- Рефери: Майк Ортега
- Счет судей: Кларк Саммартино (75-76), Гленн Фелдман (75-77), Стив Эпстейн (73-79) — все в пользу Диаса
- Время: 3:00
- Вес: Фрейтас 61,20 кг; Диас 61,00 кг
- Трансляция: HBO BAD
- Счёт неофициального судьи: Харольд Ледерман (66-67 Диас) — оценки после 7-го раунда

В апреле 2007 году состоялся объединительным бой в лёгком весе между чемпионом по версии WBA Хуаном Диасом и чемпионом по версии WBO Аселину Фрейтасом. Боксёры взяли атакующий вариант боя — оба пытались друг друга перерубить. Ближе к концу боя Диас стал чаще попадать. В 8-м раунде он сильно побил противника — значительная часть ударов пришлась в цель. В перерыве между 8-м и 9-м раундами Фрейтас отказался от продолжения боя.
В июне 2007 года Фрейтас во 2-й раз объявил о завершении карьеры.